# Liste des châtelains de Gand
Cet article liste les châtelains de Gand qui se sont succédé.

## Historique
Le château de Gand édifié par le comte de Flandre Baudouin II de Flandre est confié à une lignée de châtelains, issus de Wenemar avoué de l'abbaye Saint-Pierre de Gand, qui se rendent héréditaires.
La version d'André Du Chesne diffère de ce qui est indiqué ci-dessous, jusqu'à Lambert Ier en 1010-1031. André Du Chesne présente une généalogie qui recoupe la liste des comtes de Hollande, en utilisant des noms légèrement différents, pour la période entre 967 et 1007, ce qui oblige à la regarder avec circonspection, il semble qu'il y ait eu confusion entre les comtes de Gand et les comtes de Hollande. Selon cette version, les châtelains de Gand remontent à d'anciens comtes de Gand : les comtes de Gand sont les seigneurs auxquels les empereurs confient une forteresse édifiée aux environs de Gand, pour tenir la frontière avec la France. Les détenteurs de la forteresse appelée Neufchâteau, prennent le titre de comtes et dirigent le pays appelé ensuite comté d'Alost. À l'époque de l'empereur Otton Ier (Xe siècle), Wicmar, comte de Neufchâteau de Gand épouse Lutgarde ou Lietgarde, fille du comte de Flandre Arnoul Ier de Flandre. Lutgarde a été enterrée dans l'église de l'abbaye Saint-Pierre de Gand. En 962, Wicmar donne à l'abbaye un village pour le salut de l'âme de Lutgarde. Wicmar en révolte contre l'empereur a été tué par un lieutenant d'Otton en 967. Le successeur de Wicmar fut Theodoric Ier qui épouse Hildegarde et engendre un fils Arnould. Theodoric souscrit en 988 à une charte passée par Baudouin IV de Flandre, avec sa mère Suzanne également dite Rosalie, épouse d'Arnoul II de Flandre, en faveur de l'abbaye Saint-Pierre de Gand. Pendant que Theodoric I et son fils Arnoul sont occupés en Hollande, Arnoul II de Flandre ou Arnoul le jeune prend le château de Neufchâteau, repris par l'empereur Henri II sur Baudouin IV de Flandre, fils d'Arnoul le Jeune, peut-être en 1007, année où il prend également Valenciennes, rendue ensuite à Baudouin. L'héritier de Theodoric est Arnoul, son fils, comte de Gand en 998, marié à Lietgarde, apparentée à Thedoric II de Hollande, dont il eut Adalbert et Theodoric II de Gand. Arnoul a été tué par les Hollandais. Il aurait également eu une fille Alix ou Adèle ou Adelvie de Gand, épouse de Baudouin comte de Boulogne, mais la liste des comtes de Boulogne n'en porte pas la trace. Theodoric II vengea son père en étant victorieux de l'armée impériale en 1018, lors d'une bataille au nom imprécis (Flandeberghen ou Flandaerghen ou Vlaerdinghen ou Fladertinghes). Theodoric II est également dit comte de Frise. En 1038, le comte de Flandre Baudouin V de Flandre ou Baudouin de Lille fait une donation à l'abbaye saint-Pierre de Gand; figurent parmi les témoins Theodoric le jeune, a priori fils de Theodoric II, et également comte de Hollande sous le nom de Theodoric IV, où il eut pour successeur son frère Florent. 
Toujours selon André Du Chesne, c'est le comte de Flandre Baudouin IV qui institue pour châtelain ou vicomte de Gand, Lambert, descendant de la famille des de Gand, lorsqu'il reprit Neufchâteau sur l'empereur.

## Liste des châtelains
- vers 896-918 : Wenemar  avoué de Saint-Pierre.
- vers 965 : Wenemar son fils.
- 1010-1031/1034 : Lambert Ier, son fils ; châtelain de Gand un peu après 1007 selon Du Chesne [6].
- 1031/1034-1084 : Fulkard, ou Folcard, son fils; châtelain de Gand, seigneur de Bornhem au pays d'Alost; est châtelain lorsque Baudouin évêque de Noyon-Tournai donne en 1046 à l'abbé de Saint-Pierre de Gand l'église d'Oostbourg située à Ysendick; en 1072, Robert Ier de Flandre confirme à l'abbaye de Saint-Pierre ses biens et privilèges, Folcard est alors témoin avec deux de ses fils; Folcard est père de Lambert II qui lui succède, de Wenemar de Gand, d'Adalard, de Folcard[7].
- 1031/1034/1073 : Lambert II, son fils ; il épouse Geile ou Gisle; il meurt en 1088; il est père de Wenemar qui lui succède, châtelain de Gand et seigneur de Bornhem, de Siger ou Sohier, dit châtelain de Gand en 1120 dans une charte de Charles Ier de Flandre qu'il signe, de même qu'en 1139, dans une charte de Thierry d'Alsace à la veille d'un départ en Terre sainte; Siger est le père d'Alicie de Gand qui épouse Hugues d'Inquers ou d'Encre; autres fils de Lambert II : Aschéric, Guillaume, Baudouin, Arnoul, Daniel[8].
- 1074-1120 : Wenemar Ier, son fils; en 1097, il assiste à la translation du corps de saint Folquin (Folquin de Thérouanne) à Saint-Omer, dans l'abbaye de Saint-Bertin en présence de Clémence de Bourgogne, épouse de Robert II de Flandre, parti à la première croisade en 1096; Wenemar épouse Lutgarde, morte sans enfants avant 1101, puis Gisle de Guînes, fille puînée du comte de Guînes Baudouin Ier de Guînes, et sœur du comte Manassès Ier de Guînes[9]; il assiste à une donation faite à l'église de Formeselle par Robert II de Flandre en 1109; en 1111, il fait partie des grands seigneurs de la cour du comte de Flandre Baudouin VII de Flandre lorsque celui-ci  établit la paix de Flandre, et lorsque le même Baudouin, en 1113, tient une cour solennelle à Saint-Omer ; de même en 1117, lorsque Baudouin convoque une assemblée des principaux prélats et seigneurs du comté de Flandre dans le chapitre de Saint-Pierre de Gand pour corriger et réformer la règle de ce monastère[10]; il est le père d'Arnould I de Gand, futur comte de Guînes, de Wenemar, de Siger, de Baudouin qui est présent auprès d'Arnould devenu comte de Guînes lorsque celui-ci fait une donation à une abbaye[11], de Marguerite[12]. Wenemar ou Siger aura un fils Arnoul, clerc, Baudouin sera religieux en l'abbaye Saint-Pierre de Gand, puis il quitte l'habit, prend les armes, et chevalier, est tué par les gens de Licques en défendant un chevalier[13]. Marguerite épousera Steppon, chevalier de la ville de Gand, dont postérité, un fils du couple Siger est nommé dans une charte de 1171 de Philippe d'Alsace[13].
- 1120-1122 : Siger Ier, son fils ;
- 1122-1138 : Wenemar II[14],  son frère ; lorsque le comte de Flandre Charles Ier de Flandre est assassiné à Bruges en 1127, Wenemar se montre très soucieux de venger sa mort, mais il fut un des premiers à suivre la volonté du roi de France Louis VI le Gros et à reconnaitre pour comte de Flandre Guillaume de Normandie (Guillaume Cliton)[15]. La ville de Gand se soulève contre lui, il se réfugie auprès du nouveau comte de Flandre qui l'envoie en ambassade auprès de l'empereur Lothaire III (Lothaire de Supplinbourg). Pendant ce voyage, Thierry d'Alsace considéré comme plus proche héritier du comté de Flandre arrive à Gand qui lui jure fidélité. Il devient comte de Flandre à la mort de Guillaume de Normandie. Thierry d'Alsace agrée Wenemar comme châtelain de Gand. Thierry fait une donation à l'abbaye Saint-Pierre de Gand en 1128 et 1133, après avoir en 1128 favorisé l'abbaye d'Eename à Audenarde. Wenemar est présent lors des donations à l'abbaye de Gand. Il assiste également à la confirmation, faite par Thierry, à Arras en 1135, des donations faites par ses prédécesseurs à l'abbaye de Marchiennes, puis à Gand la même année lors d'une donation du comte à l'abbaye d'Afflighem les Alost, en présence des seigneurs de sa cour dont Everard de Gand, Baudouin et Gérard ses frères. Selon A. du Chesne, Wenemar (pour lui, il n'y a qu'un seul Wenemar, Wenemar Ier) tient la châtellenie de Gand pendant plus de 50 ans et meurt en 1138, laissant Gisle de Guînes veuve, qui lui survécut quelque temps[16].
- 1140 : Henri.
- 1151-1187 : Roger Ier de Courtrai (Rogier van Kortrijk). Le comte de Flandre Thierry d'Alsace, constatant qu'Arnould de Gand, fils aîné et héritier principal de Wenemar, abandonne la châtellenie de Gand et tente d'usurper le comté de Guînes au détriment de l'héritière directe, confisque la châtellenie de Gand pour la confier au châtelain de Courtrai pendant un temps. Arnould qui demeurait le maître de droit de la châtellenie, négocie avec Roger et lui laisse la châtellenie sa vie durant, à charge pour lui d'épouser sa fille Marguerite de Guînes, alors veuve d'un premier mariage. Roger était lui aussi veuf, ayant épousé en premières noces Sarre de Lille, fille de Roger le Jeune, châtelain de Lille. Roger épouse ensuite Marguerite. Par le mariage, Roger tient la châtellenie aussi longtemps que Marguerite vécut. Roger se dit châtelain de Courtrai et de Gand dès 1151 et dans différentes chartes entre 1153 et 1171 se dit tantôt l'un et tantôt l'autre. Roger et Marguerite ont fait un don à l'église de Poplingue (Poperinge ? Peuplingues ?). Roger a joui de châtellenie de Gand pendant environ 40 ans. Il meurt en 1187 ou 1190[17]. Roger et Marguerite n'ont pas eu d'enfants. Marguerite vécut encore longtemps : en 1215, elle donne à l'hôpital de Saint-Bavon de Gand 40 marcs d'argent.  Elle reprend de l'abbé de l'abbaye Saint-Bavon de Gand, nommé Euerde, la maison et terre de Lathem à charge de la faire rebâtir. Arnould II de Guînes, son neveu, déclare en 1218 qu'après la mort de Marguerite, nul de ses parents ne pourrait y prétendre. Elle fonde encore l'abbaye de Wevelgem près de Courtrai où elle transporte les religieuses établies auparavant à Morselle. Elle reçoit sa sépulture dans le chœur de l'église en 1222, selon l'épitaphe gravée sur sa tombe. Roger avait eu plusieurs enfants de sa première épouse :

1. Gautier de Courtrai, châtelain de Courtrai, qui va épouser une fille de Guillaume le Jeune, châtelain de Saint-Omer, nièce du châtelain Gautier et de Mahaut de Saint-Omer, épouse d'Arnould Ier de Guînes.
2. Roger de Courtrai, dit le Jeune, hérite par la mort de son frère de la châtellenie de Courtrai. Il épouse avant 1198 Béatrix dame de Nivelle
3. Arnould, Gislebert, Siger, sont nommés tous les trois dans des chartes des années 1156, 1180, 1187.
4. Didier de Courtrai, prévôt de la collégiale Saint-Pierre de Lille puis évêque de Thérouanne
5. Robert, prévôt de Saint-Pierre de Lille après son frère.
6. Peronnelle de Courtrai qui épouse Siger de Guînes, dit de Gand, fils d'Arnould et qui reprend la suite des châtelains de Gand[18].

- 1190 : Siger, fils d'Arnould Ier de Guînes, reprend le nom de Gand abandonné par son père et continue la suite des châtelains de Gand[19], en étant à la fois le gendre et le beau-frère de Roger de Courtrai[17].
- Alice morte en 1154 fille de Siger Ier épouse Hugo Ier d'Emere., puis Steppo de Viggezele.
- 1189-1202 : Siger II, fils de Hugo Ier et d'Alice ;
- 1200-1227 : Siger III (nl), son fils ;
- 1227-1232 : Hugo II, son fils ;
- 1232-1264/1265 : Hugo III, son fils ;
- 1265-1288 : Hugo IV, son fils ;
- 1288-1295 : Marie, sa fille épouse Gérard V seigneur de Zottegen mort en 1310.